# San Mateo (Aragua)
San Mateo – miasto na północy Wenezueli w stanie Aragua, położone ok. 50 km od Morza Karaibskiego i 83 km od stolicy kraju Caracas.

## Opis
Miasto zostało założone w 30 listopada 1620 roku, które według spisu powszechnego 30 października 2011 ludność San Mateo  wynosiła 36 771. Obecnie przez miejscowość przebiega Droga Panamerykańska.